# Устинов, Николай Сергеевич
Николай Сергеевич Устинов (Пустой шаблон {{ВД-Преамбула}} ) — советский и российский хоккеист.

## Биография
На молодёжном уровне выступал за «Юность» Минск. Начинал играть в командах «Рубин» Тюмень (1981/82, 1991/92 — 1992/93), СКА Новосибирск (1982/83 — 1983/84), «Металлург» Новокузнецк (1984/85 — 1988/89), «Сибирь» Новосибирск (1989/90 — 1990/91).
В МХЛ выступал за «Металлург» Новокузнецк (1993/94), «Рубин» (1994/95 — 1995/96), «Нефтехимик» Нижнекамск (1996/97). Также играл за «Шахтёр» Прокопьевск (1993/94), «Нефтехимик» (1994/95), «Кемерово» (1997/98), «Мостовик» Курган (1998/99), «Рубин-2» (2000/01).